# (32750) 1981 EG9
1981 EG9 (asteroide 32750) é um asteroide da cintura principal. Possui uma excentricidade de 0.17070310 e uma inclinação de 3.75834º.
Este asteroide foi descoberto no dia 1 de março de 1981 por Schelte J. Bus em Siding Spring.